# Haselleitgraben
Der Haselleitgraben, im Oberlauf auch Koinerbach genannt, ist ein fast 2,5 Kilometer langer Bach im Gebiet der Marktgemeinde Gratkorn im Bezirk Graz-Umgebung in der Steiermark. Er entspringt im östlichen Grazer Bergland an einem Ausläufer des Geierkogels, durchfließt den Haselleitgraben und mündet von links kommend in den Rötschbach.

## Verlauf
Der Haselleitgraben entsteht als Koinerbach in einem Waldgraben am Westhang eines vom Geierkogel nach Süden streichenden Ausläufer etwa 300 Meter nordwestlich der Ortschaft Freßnitzviertel und rund 310 Meter nördlich des Gasthauses Höchwirt auf etwa 572 m ü. A.
Der Bach fließt anfangs durch ein Waldgebiet relativ gerade nach Nordnordwesten, ehe er nach etwa 410 Meter in seinem Lauf nach Nordwesten biegt. Etwa 250 Meter nach dieser Kursänderung verlässt er das geschlossene Waldgebiet und unterquert den Jasenmühlweg. Nach weiteren 350 Metern nimmt der Koinerbach einen von rechts kommenden unbenannten Wasserlauf auf, quert kurz danach erneut den Jasenmühlweg und schwenkt in seinen Kurs erneut nach Nordnordwesten. In diesem Abschnitt des Bachlaufes mäandert der Koinberbach etwas, ehe er einen Nordkurs einnimmt. Auf diesen Nordkurs bleibt er für etwa 410 Meter, bevor er den Haselleitweg quert und den von rechts kommenden Grundnerbach aufnimmt. Nach der Einmündung des Grundnerbachs schwenkt nimmt der Koinerbach einen Nordwestkurs ein und wird als Haselleitgraben bezeichnet. Auf diesen Kurs bleibt der Haselleitgraben auch bis zu seiner Mündung. Der Haselleitgraben durchfließt den gleichnamigen Graben, der im Osten von Ausläufern des Geierkogels und im Westen von der Ferstlhöhe und dem Koinerberg gebildet wird.
Nach fast 2,5 Kilometer langem Lauf mündet der Haselleitgraben mit einem mittleren Sohlgefälle von rund 55 ‰ etwa 135 Höhenmeter unterhalb seines Ursprungs an der Gemeindegrenze von Gratkorn und Semriach etwa 90 Meter südlich der Landesstraße L318, der Semriacherstraße, und etwa 170 Meter südwestlich des Gasthofes Woff im Südwesten der Streusiedlung Rötschgraben in den Rötschbach.
Auf seinem Lauf nimmt der Haselleitgraben den Grundnerbach sowie einen weiteren unbenannten Wasserlauf auf.
Der Verlauf des Haselleitgrabens markiert zu großen Teilen die Grenze zwischen den beiden zu Gratkorn gehörenden Katastralgemeinden Freßnitz im Osten und Forstviertel im Westen.